# Fotonik
Fotonik er en gren af fysik, som omfatter optoelektronik, optik og tekniske anvendelser af lys (foton) generering, detektion og manipulation gennem udsendelse, transmission, modulation, signalbehandling, switching, forstærkning og registrering.
Selvom fotonik dækker alle lys tekniske anvendelser over hele spektret, er de fleste fotoniske anvendelser i intervallet af synligt lys og nærinfrarødt lys. Termen fotonik udvikledes fra de første praktiske halvleder lysudsendere (fx lysdioder) opfundet i de tidlige 1960'ere og lysledere udviklet i 1970'erne.